# Anik D2
O Anik D2 (também conhecido por Telesat 8, Satcom 4R e Arabsat 1DR) foi um satélite de comunicação geoestacionário canadense da série Anik que foi construído pela Hughes. Ele esteve localizado na posição orbital de 113 graus de longitude oeste e foi inicialmente administrado pela Telesat Canada, com sede em Ottawa no Canadá, e posteriormente pela Arabsat, com sede em Riade na Arábia Saudita. O satélite foi baseado na plataforma HS 376 e sua vida útil estimada era de 10 anos. O mesmo ficou fora de serviço em março de 1995 e foi enviado para a órbita cemitério.

## História
O Anik D2 foi o primeiro satélite lançado da série Anik D. A Space and Communications Group da Hughes Aircraft Company, mais tarde Hughes Space and Communications Company, e hoje conhecida como Boeing Satellite Systems Inc., foi a maior empresa subcontratada para o desenvolvimento da série Anik D. A Spar Aerospace Limited de Toronto, um parceiro de longa data da Hughes em comunicações de satélites canadenses, foi o primeiro contratante principal canadense para o satélite. O Anik D2 foi construído para Telesat Canada, uma empresa comercial autorizado pelo estatuto federal para estabelecer e operar os sistemas de comunicações por satélite no mercado interno.
O satélite Anik D2 foi baseado na plataforma de satélite de comunicações HS 376. O satélite servia todo o Canadá e operava na faixa de 6/4 GHz em banda C. A Hughes também construiu a série de satélite Anik C, que atua na faixa de 14/12 GHz em banda Ku e servia as parcelas do sul mais densamente povoadas do país. Os dois satélites Anik D substituiram a três satélites construiu pela Hughes, os Anik A1, A2 e A3, que foram pioneiros nas comunicações via satélites domésticos.
O mesmo foi equipado com 24 transponders em banda C e, após ser lançado ele substituiu o satélite Anik B1 em novembro de 1986.
O Anik D2 foi vendido em setembro de 1993 para a Arabsat e tornou-se o Arabsat 1DR. Após o mesmo ser adquirido pela Arabsat ele foi movido para a posição orbital de 20 graus de longitude leste. O satélite foi desativado em março de 1995 e foi transferido para a órbita cemitério.

## Lançamento
O satélite foi lançado com sucesso ao espaço no dia 8 de novembro de 1984, às 12:15:00 UTC, abordo do ônibus espacial Discovery durante a missão STS-51-A, a partir do Centro Espacial Kennedy, na Flórida, EUA, juntamente com o Leasat 1. Ele tinha uma massa de lançamento de 1.100 kg.

## Capacidade e cobertura
O Anik D2 era equipado com 24 transponders em banda C para prestar serviços inicialmente à América do Norte e posteriormente ao Oriente Médio.